# Mil Mi-8
O Mil Mi-8 (em russo:  Ми-8, designação da OTAN: Hip) é um helicóptero russo desenvolvido na década de 1960 para transporte de carga ou tropas. O Mi-8 é uma das aeronaves mais produzidas do mundo (cerca de 17 mil unidades foram construídas), estando em serviço em mais de 50 países. A Rússia é o seu principal construtor e o maior operador dos helicópteros tipo Mi-8/Mi-17.
|  |

## Variantes

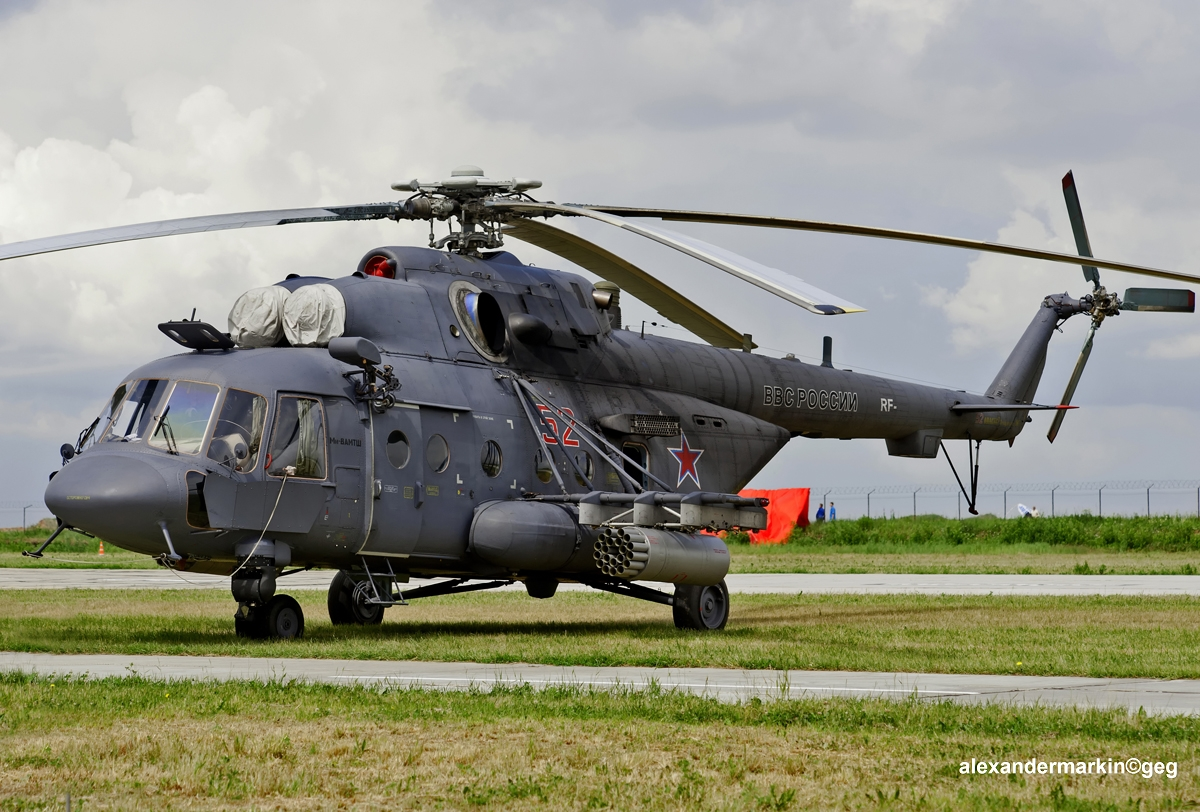
Um Mil Mi-8AMTSh da força aérea russa.

Protótipos/experimentais/produção limitada
V-8 (OTAN: Hip-A)
V-8A
V-8AT
Mi-8 (OTAN: Hip-B)
Mi-8TG
Mi-18
Militares básicos de transporte/airframe
Mi-8T (OTAN: Hip-C)
Mi-8TV
Mi-8TVK (OTAN: Hip-E, aka Mi-8TB)
Mi-8TBK (OTAN: Hip-F)
Comando e guerra eletrônica
Mi-8IV (OTAN: Hip-G, aka Mi-9)
Mi-8PP (OTAN: Hip-K)
Mi-8PD
Mi-8SMV (OTAN: Hip-J)
Mi-8VPK (OTAN: Hip-D, aka Mi-8VzPU)
Outras variantes militares
Mi-8AD
Mi-8AV
Mi-8BT
Mi-8MB "Bissektrisa"
Mi-8R (aka Mi-8GR)
Mi-8K
Mi-8TP
Mi-8SKA
Mi-8T(K)
Mi-8TZ
Mi-8MTYu
Mi-8MSB
Variantes civis
Mi-8T (OTAN: Hip-C)
Mi-8P
Mi-8S "Salon"
Mi-8MPS
Mi-8MA
Mi-8MT
Mi-8AT
Mi-8ATS
Mi-8TL
Mi-8TM
Mi-8TS
Mi-8VIP
Mi-8PA